# Comment vient du premier ce qui est après le premier, et sur l'Un
Comment vient du premier ce qui est après le premier, et sur l'Un est le septième traité des Ennéades, et quatrième livre de la cinquième Ennéade qui traite de l'Intelligence, rédigé par Plotin. Celui-ci prend pour sujet la dégradation du réel à partir de l'Un, et soulève le problème de la manière dont les choses procèdent de Lui.